# 조현 (외교관)
조현(趙顯, 1957년 11월 30일~)은 대한민국의 외무공무원으로, 주유엔 대사와 외교부 제1·2차관을 역임하였다. 2025년 7월부터는 외교부 장관으로 재임 중에 있다.

## 학력
- 전주고등학교 졸업
- 연세대학교 정치외교학 학사
- 컬럼비아 대학교 대학원 국제관계학 사회과학 석사
- 파리정치대학 대학원 국제정치학 정치학 석사
- 툴루즈 제1대학교 대학원 국제정치학 정치학 박사

## 생애
1968년 전라북도 김제시 출생의 조현은 외무고시 13회로 1979년 외무부(現 외교부)에 입부, 1990년대 중반 초임 간부 시절 본부 통상기구과장을 역임한 뒤 경제협력개발기구(OECD) 사무국에서 근무하였다. 2000년대 중반 이후 주유엔 대표부 차석대사, 본부 다자외교 조정관, 주오스트리아 대사 겸 주빈 국제기구대표부 대사, 유엔 개발 공업 기구(UNIDO) 공업개발이사회 의장, 탄도미사일확산방지행동규범(HCOC) 의장 등을 역임하였다.
2002년, 다자통상국 심의관으로서 한일 자유무역협정(FTA) 협상에 관여하는가 하면 2004년에는 외교통상부 국제경제국장 시절 한-멕시코 FTA 협상 수석대표를 겸임키도 하였다. 이후 2017년 외교부 2차관에 임명, 이듬해 1차관으로 수평 이동하였다.
문재인 정부 시절인 2019년부터 2022년까지 주유엔 대사를 맡아 한반도 평화 프로세스 추진에 관여하였다. 또한, 당시 대한민국은 2022년 러시아의 우크라이나 침공과 관련하여 러시아의 철군을 요구하는 유엔 안전보장이사회와 총회 결의안에 공동제안국으로 참여하였다. 3월 1일 개최된 유엔 긴급특별총회에서 조 대사는 "이번 전쟁은 러시아의 선택"이라면서 "회원국의 주권, 독립, 영토보전을 심각하게 침해하는 어떠한 행동도 규탄한다"며 러시아를 비판하였다.
2022년 5월 윤석열 정부 출범 후에는 국제사회에서 통용되는 북한 비핵화 원칙인 'CVID'(완전하고 검증 가능하며 불가역적인 비핵화) 표현을 공식적으로 다시 사용하기 시작하였다.
"지난 수년간 한국은 한반도의 완전한 비핵화와 지속적인 평화 진전을 위해 북한과의 대화를 재개하기 위한 노력을 아끼지 않았다."
 — 2022년 3월 25일 유엔 안보리 공개회의 中 조 대사 발언
"북한은 완전하고 검증 가능하며 돌이킬 수 없는 비핵화를 통해 한반도에 지속 가능한 평화를 구축하려는 우리의 노력에 응답할 것을 촉구한다."
 — 2022년 5월 11일 유엔 안보리 공개회의 中 조 대사 발언
2025년 6월에 국민주권정부의 초대 외교부장관 후보자로 지명, 그해 7월 공식 취임하였다.

## 경력
- 제13회 외무고시 합격
- 외무부 입부
- 주벨기에·유럽 연합 대한민국 대사관 2등서기관
- 주중앙아프리카 대한민국 대사관 2등서기관
- 주세네갈 대한민국 대사관 2등서기관
- 외무부 통상기구과 과장
- 주미국 대한민국 대사관 1등서기관
- 경제협력개발기구 사무국
- 외교통상부 다자통상국심의관
- 외교통상부 국제경제국 국장
- 주유엔 대한민국 대표부 차석대사
- 외교통상부 에너지자원대사
- 외교통상부 다자외교조정관
- 주오스트리아 대한민국 대사관 겸 주빈 국제 기구 대표부 대사
- 한국외국어대학교 초빙교수
- 주인도 대한민국 대사관 대사
- 2017년 6월~2018년 9월 - 외교부 제2차관
- 2018년 9월~2019년 5월 - 외교부 제1차관[4]
- 한-남아시아 의회외교포럼 자문위원
- 주유엔 대한민국 대표부 특명전권대사
- 2024년 9월 의회외교활동 자문위원회 위원장
- 2025년 7월 - 외교부 장관
- 2025년 7월 - 대통령 직속 국가지식재산위원회 당연직 위원

## 상훈
- 2012년 12월 - 대한민국 홍조근정훈장
- 2014년 04월 - 오스트리아 은장훈장[5]